# 拴马桩

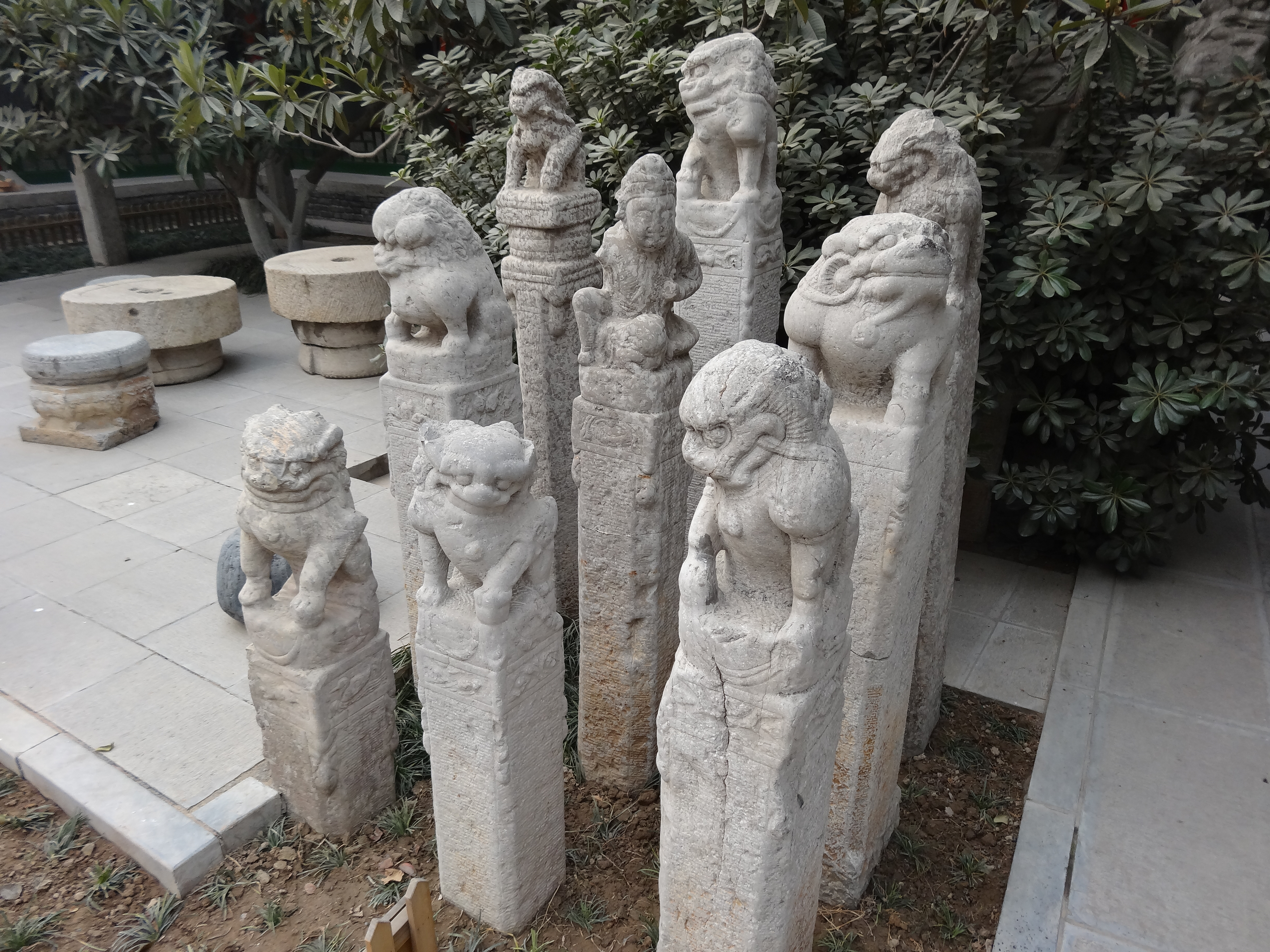
咸阳博物馆所藏拴马桩

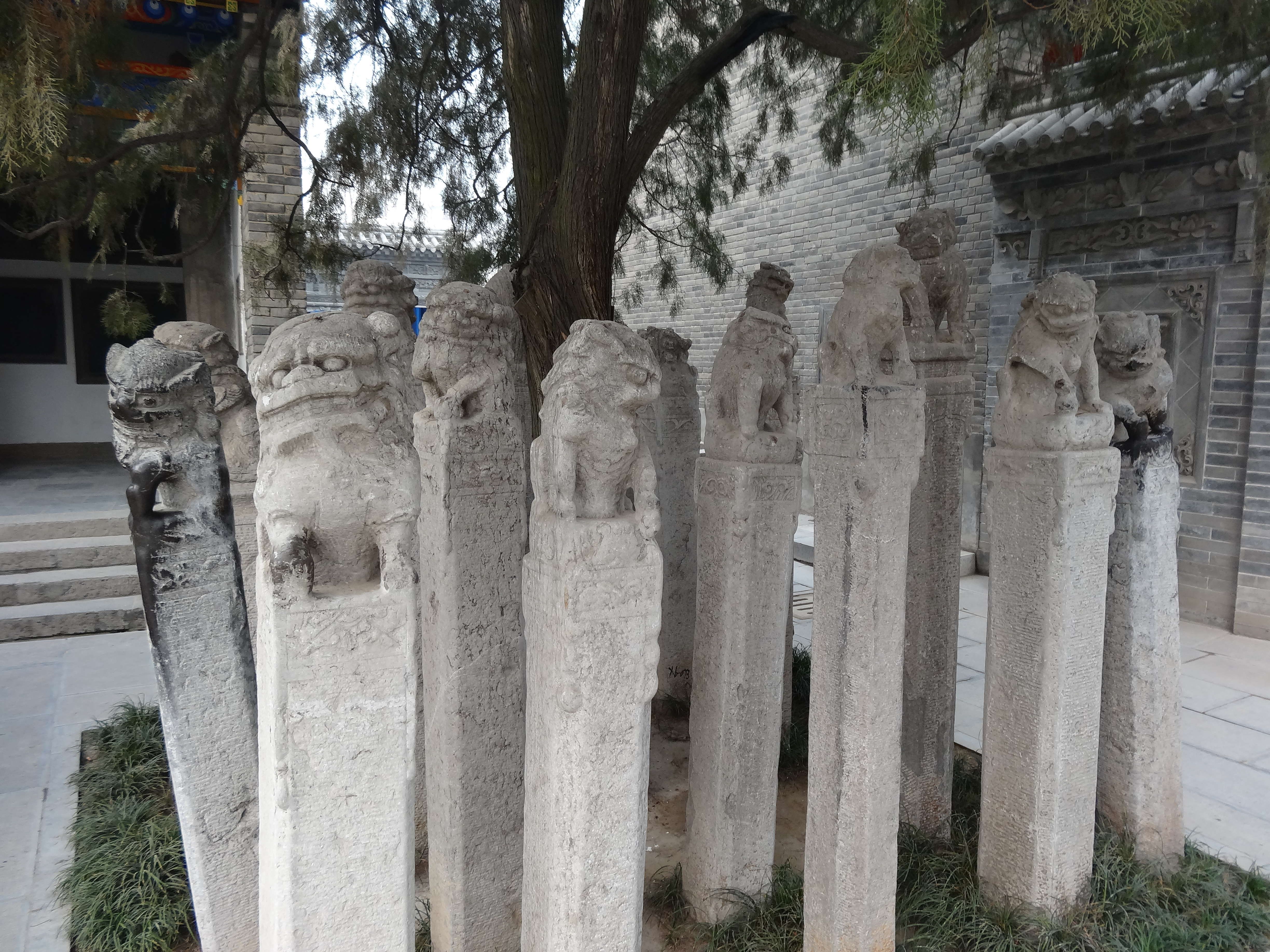
咸阳博物馆所藏拴马桩

拴马桩是中国乃至整个东亚地区的传统建筑中常见的一种碑石。多用汉白玉、花崗岩、大理石或木材等石木材料制成。置于家户、寺庙、墓陵、宫殿等庄肃建筑群的正门（即南门）左右两侧，为人们滞留时拴马方便而置。拴马桩外形多呈竖根状，顶部或身部多有各类各样的民俗浮雕，颇有艺术价值。古时稍有身份的人们多使用马骡交通，登访家户时需要拴住马匹，用麻绳拴牢，以免丢失马匹。在府内过夜者会令府中仆人迁走马骡带去喂养水饲。主人或客人走时再将马匹从拴马桩上解开拴绳，登马离别。中国陕西省西安市长安区的关中民俗艺术博物院藏有8600多根历代的拴马桩。

## 参阅
- 上马石
- 下马碑
- 四合院